# Căușeni (okręg Neamț)
Căușeni – wieś w Rumunii, w okręgu Neamț, w gminie Boghicea. W 2011 roku liczyła 198 mieszkańców.